# ديفيد جيل (لاعب كرة قدم)
ديفيد جيل (بالإسبانية: David Gil Mohedano)‏ هو لاعب كرة قدم إسباني في مركز حراسة المرمى، ولد في 11 يناير 1994 في مدريد في إسبانيا. لعب مع نادي قادش.

## وصلات خارجية
- ديفيد جيل (لاعب كرة قدم) على موقع قاعدة بيانات كرة القدم.إي يو (الإنجليزية)
- ديفيد جيل (لاعب كرة قدم) على موقع Soccerway.com (الإنجليزية)